# Pliohyrax
Pliohyrax — рід даманоподібних (група тварин, що найбільш споріднена зі слонами й ламантинами). Pliohyrax виростав до розмірів, що значно перевищували розміри будь-якого живого дамана, хоча й не був найбільшим представником цієї родини.

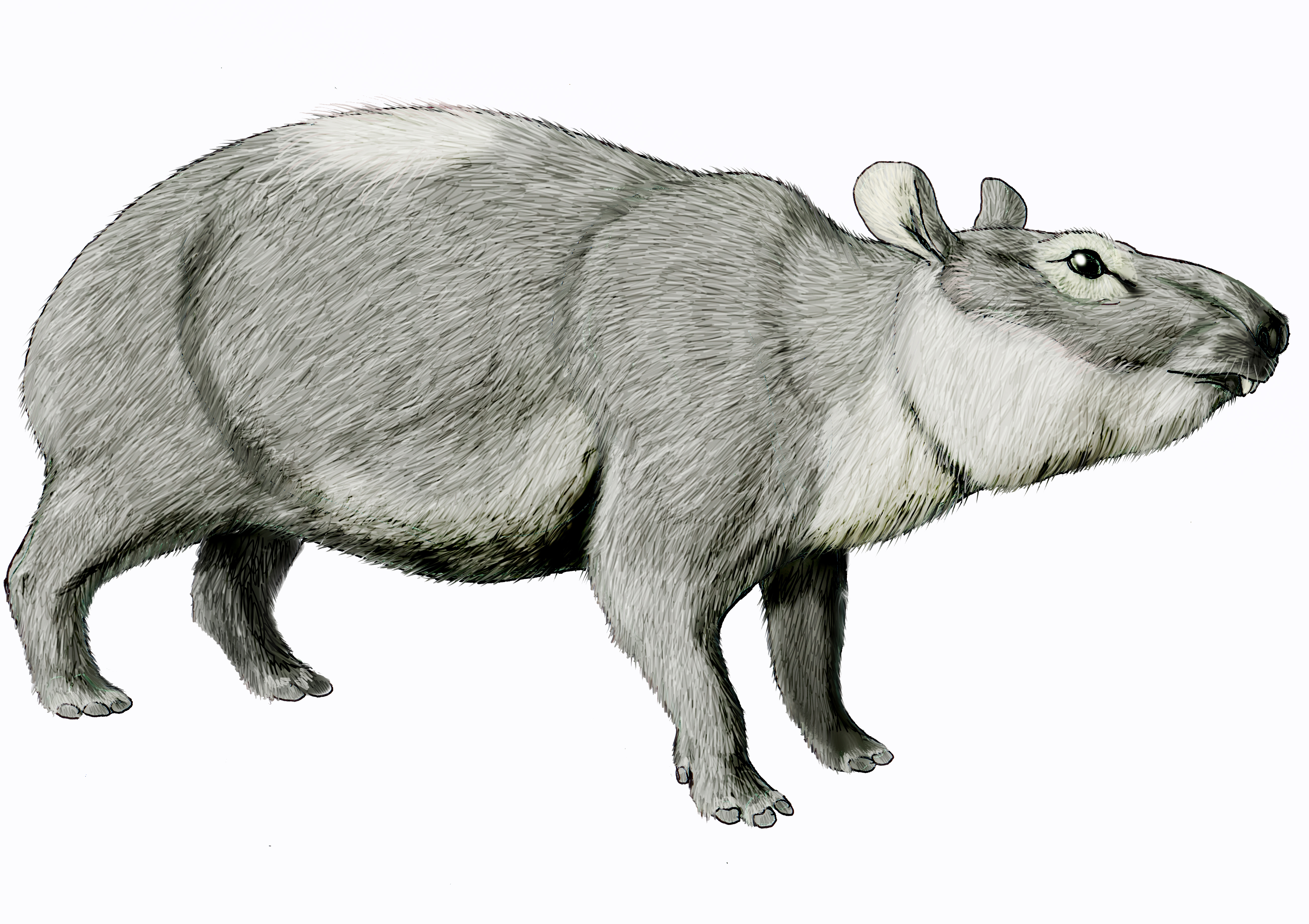
Художня реконструкція

Скам'янілості цієї міоцен-пліоценової сканзоріальної травоїдної тварини були знайдені в Афганістані, Франції й Туреччині. В Іспанії Pliohyrax graecus є одним з видів великих ссавців, знайдених на місці Альменара, відкладених під час мессінської кризи солоності, разом з Macaca sp., Bovidae indet., cf. Nyctereutes sp., Felidae indet.